# چارلز سنفورد تری
چارلز سَنفورد تِـری (انگلیسی: Charles Sanford Terry؛ ‏ ۲۴ اکتبر ۱۸۶۴ – ۵ نوامبر ۱۹۳۶) مورخ و موسیقی‌شناس اهل بریتانیا بود که آثار فراوانی در زمینهٔ تاریخ اسکاتلند، تاریخ اروپا و همچنین زندگی و آثار یوهان سباستیان باخ منتشر نمود.
وی استاد تاریخ در دانشگاه نیوکاسل، دانشگاه آبردین و دانشگاه کمبریج بود و رابطهٔ حرفه‌ای و دوستانه‌ای با ادوارد الگار داشت. وی مدرک دکترای افتخاری از دانشگاه آکسفورد، دانشگاه ادینبرو، دانشگاه دورام، دانشگاه گلاسگو، دانشگاه آبردین و دانشگاه لایپزیگ دریافت نمود و عضو افتخاری کالج سلطنتی موسیقی لندن بود.